# Анна Луїза Шонбург-Вальденбурзька
Анна Луїза Шонбург-Вальденбурзька (нім. Anna Luise von Schönburg-Waldenburg, 19 лютого 1871 — 7 листопада 1951) — принцеса Шонбург-Вальденбурзька з роду Шонбургів, донька принца Шонбург-Вальденбурзького Георга та принцеси Бентгайм-Текленбурзької Луїзи, дружина останнього князя Шварцбург-Рудольштадту та Шварцбург-Зондерсгаузену Ґюнтера Віктора.

## Біографія

### Ранні роки
Народилась 19 лютого 1871 року у замку Гермсдорф. Була третьою дитиною та єдиною донькою в родині принца Шонбург-Вальденбурзького Георга та його дружини Луїзи Бентгайм-Текленбурзької. Мала старших братів Германа й Ульріха.
Провела дитинство у замку Гермсдорф неподалік Дрездену та гірському маєтку Шнеєберг у Крайні, який слугував літньою резиденцією. Мешкати у власній кімнаті дівчинці дозволили лише у 8-річному віці, до цього Анна Луїза знаходилась під пильним наглядом няньки. 

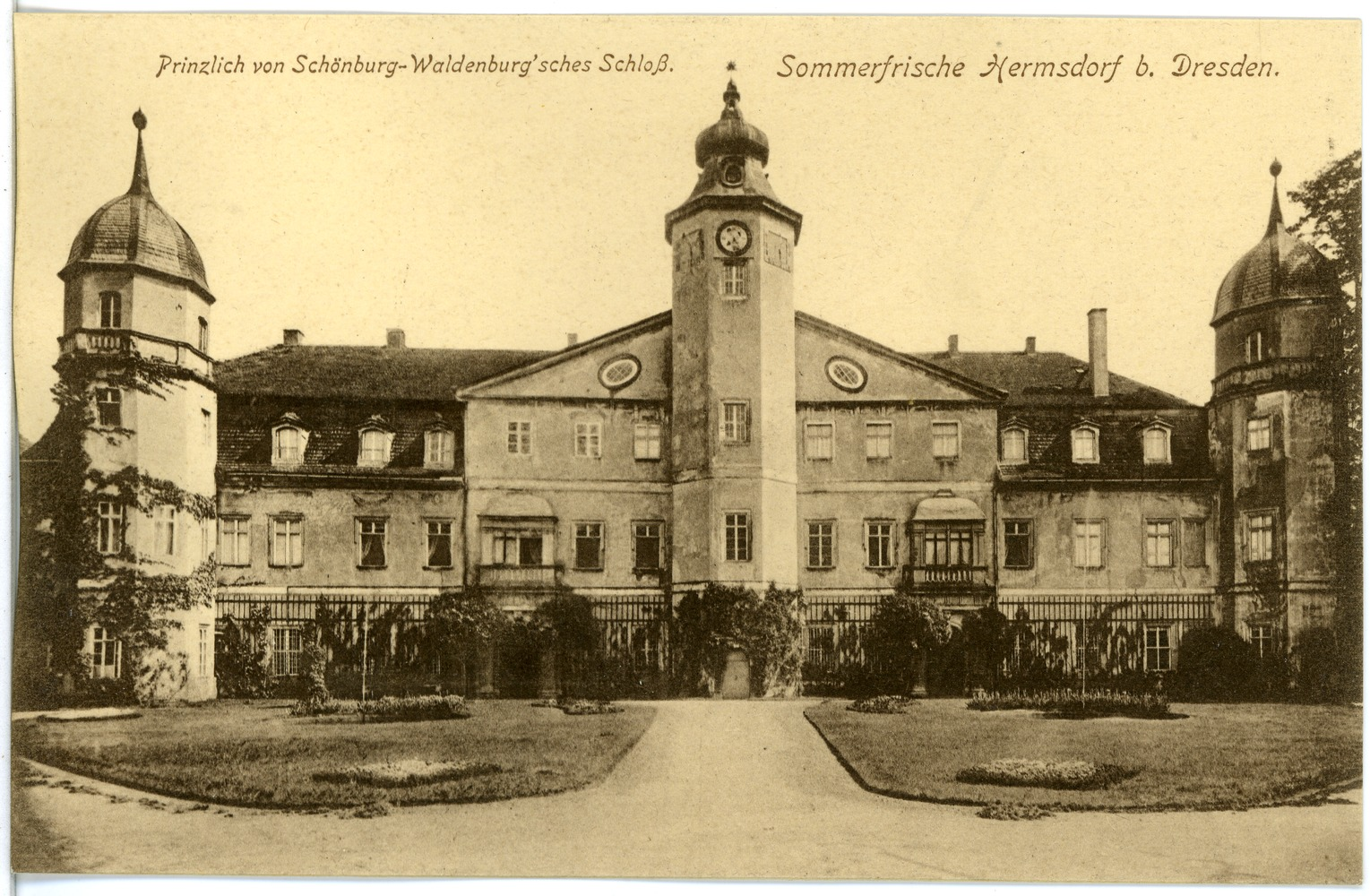
Замок Гермсдорф

Здобувати освіту почала з шести років, разом із братом Ульріхом, дітьми капітана кавалерії фон Гоффмана та головного лісничого фон Оберейнера. Одним із її вчителів був пастор Арнольд Брауе. Окрім іншого, освіта принцеси включала уроки музики та малювання. Так, спершу Анна Луїза навчилася грати на скрипці, а від 1879 року — і на фортепіано, завдяки своїй матері. Живопису та малюнку навчалася у пейзажиста Оскара Шютца та портретиста Генріха Шенхена. З дитинства привчилася їздити верхи, оскільки її батько розводив коней.
В юності почала захоплюватися фотографією. На своїх знімках зберігла численні події, локації, рідних та близьких родини.
Аби принцеса здобула вишукані манери та звикла до представницьких обов'язків, матір брала її із собою на візити ввічливості, чаювання, культурні та благодійні заходи.
Першим коханням Анни Луїзи став граф з роду Пюклерів, товариш її брата Германа. Але оскільки її статус був вищим, графу відмовили.

### Шлюб
8 листопада 1891 року відбулися заручини Анни Луїзи з її кузеном Ґюнтером Віктором, князем Шварцбургу-Рудольштадту. 

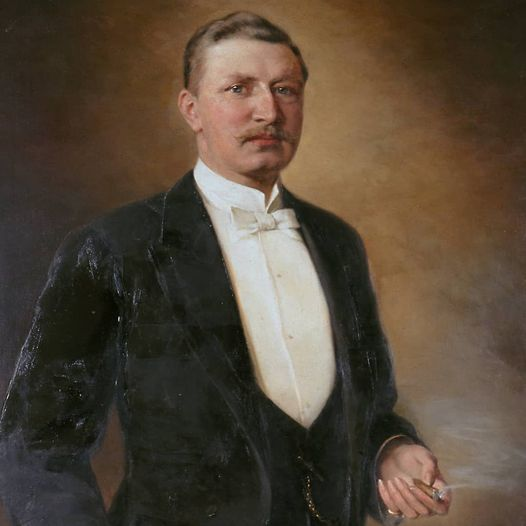
Портрет Ґюнтера Віктора

9 грудня 20-річна принцеса стала дружиною 39-річного Ґюнтера Віктора. Цивільна церемонія була проведена у Червоних Залах Гайдексбургу, вінчання пройшло у замковій кірсі. В урочистостях брали участь 130 гостей.
За півроку було оголошено про вагітність княгині, однак на сьомому місяці виникли ускладнення, і 1 вересня 1892 року Анна Луїза народила мертвого хлопчика. Жінка мала пологову гарячку у поєднанні з плевритом, запаленням черевної порожнини та частковим паралічем серця. Подальші вагітності були неможливими.
Перенесені хвилювання відобразилися і на зовнішньому вигляді княгині: вона носила коротко стрижене волосся, а її вбрання не відповідало тодішній моді. Граф Кесслер змальовував її: «...княгиня Шварцбургу, неймовірно неелегантна жінка в білій блузці та з коротко підстриженим волоссям, оманливо нагадуває Максиміліана Гардена...».
У політичному плані була значною мірою стримана, добре обізнана щодо повсякденних політичних справ.

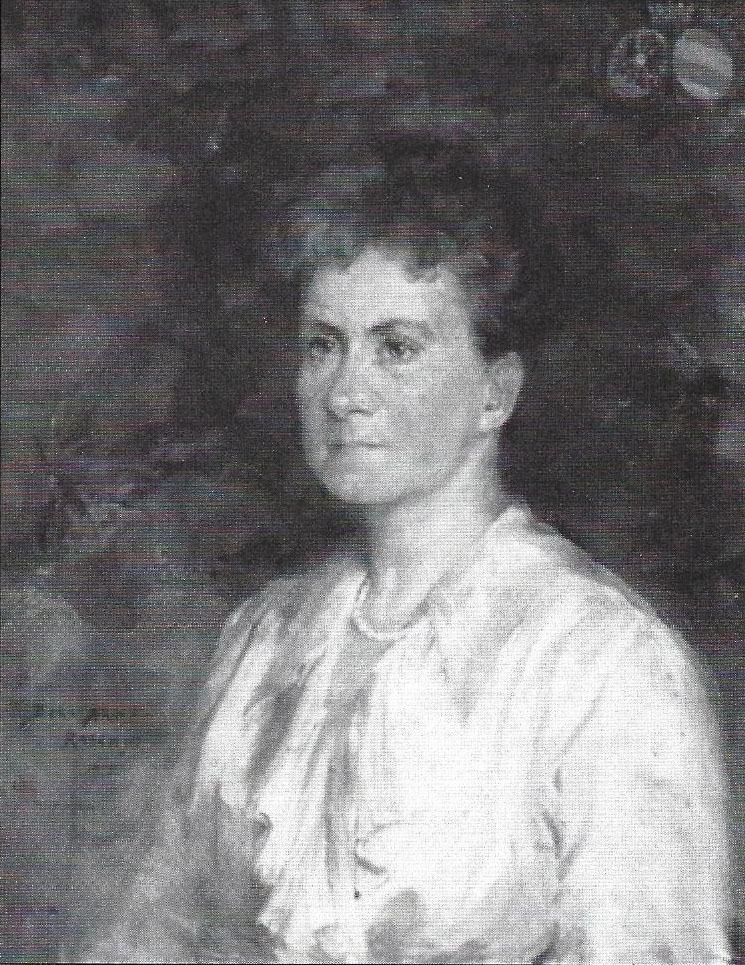
Княгиня у 1917 році

Виконувала типову роль «матері країни», користувалася великою популярністю серед народу. Відповідала за патронаж різноманітніх некомерційних організацій та асоціацій. У 1893 році сприяла створенню притулку для бідних і старих у Квіттельсдорфі. 1901 року заснувала Фонд Анни Луїзи у Бланкенбурзі. Була присутньою на численних фестивалях та відкриттях будівель і пам'ятників, у тому числі — монументу Киффгойзера. Підтримувала культурний розвиток. Протегувала архітектору Анрі ван де Вельде. Познайомившись із ним 1906 року, запрошувала його до Шварцбурзького замку. Правляче подружжя дуже полюбляло цей замок, який вони ретельно перебудували, модернізували та розкішно обставили.
Після смерті бездітного князя Шварцбургу-Зондерсгаузену навесні 1909 року, Ґюнтер Віктор успадкував його землі в особистій унії. З цього моменту подружжя мало шість різних резиденцій, між якими їм доводилося регулярно переїжджати приблизно кожні два місяці.
Спадкоємцем князівств було визнано Зіццо фон Лойтенберга, якому надали титул принца Шварцбурзького. Проте з часом стосунки Ґюнтера Віктора та Зіццо зіпсувалися, конфлікт загострився настільки, що кузени спілкувалися виключно через адвокатів.
Через нестабільні нерви чоловіка, його проблеми з кровообігом і серцем, Анна Луїза максимально адаптувала свій розпорядок дня до стану здоров'я Ґюнтера Віктора. Вона часто подорожувала із ним для лікування. В часи відсутності князя знаходила час, щоб писати, читати та займатися фотографією.
У 1915 році був заснована жіноча нагорода імені княгині — Почесна медаль Анни Луїзи, якою нагороджувалися жінки, які присвятили себе турботі про солдатів і поранених під час Першої світової війни.

### Після зречення

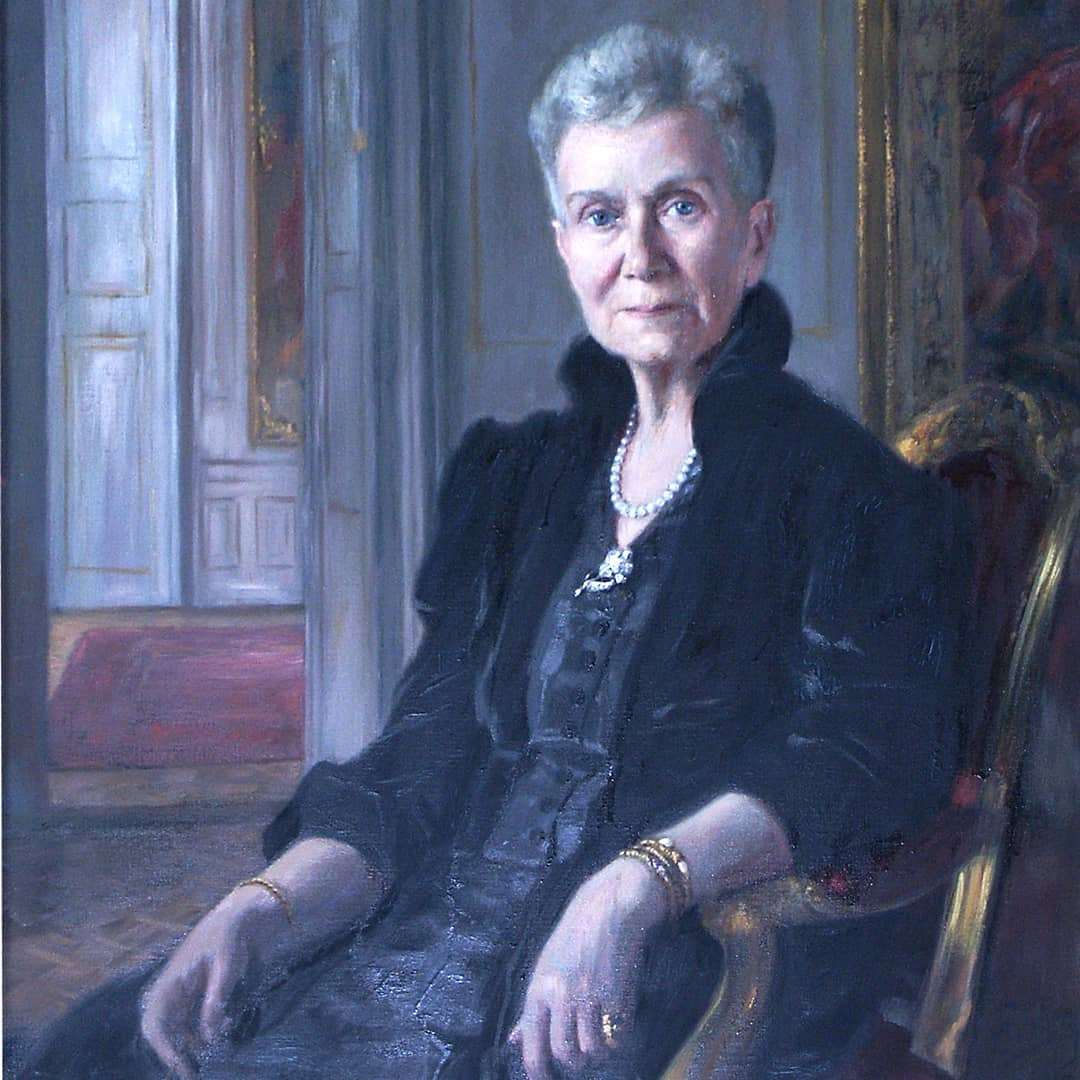
Портрет Анни Луїзи пензля Г. А. М. Бахема, 1941

В ході Листопадової революції 1918 року Ґюнтер Віктор останнім із правителів зрікся престолу. Подружжя зберегло за собою палаци Шварцбург і Ратсфельд із супутніми землями та правом проживання в палацах Гайдексбург і Зондерсгаузен. Держава Тюрингія забезпечила їм відповідне щорічне утримання. Більшість активів та художніх цінностей було передано «Фонду князя Ґюнтера» (нім. Fürst-Günther-Stiftung), заснованому 22 листопада 1918 року. Анна Луїза важко переживала втрату значущості. 
16 квітня 1925 року Ґюнтер Віктор пішов з життя після тривалої хвороби. Оскільки княгиня залишилась його єдиною спадкоємицею, їй довелося продовжувати судову суперечку із Зіццо. Навіть після його смерті у 1926 році Анна Луїза відмовила в усиновленні його єдиного сина, Фрідріха Ґюнтера фон Шварцбурга, оскільки той продовжував судовий позов свого батька проти неї. У 1942 році всиновила Вільгельма Шонбург-Вальденбурзького, молодшого сина свого брата Ульріха. НСРПН не підтримувала. В Зондерсгаузені продовжувала підтримувати культурні установи, такі як оркестр Loh-Orchester та Академію Лютера, засновану 1932 року.
Після того, як у 1940 році уряд Рейху почав перетворювати замок Шварцбург на гостьовий будинок Рейху, переїхала до замку Зондерсгаузен. Пережила нищівний повітряний авіаналіт на місто у квітні 1945 року, під час якого замок дивом вцілів.

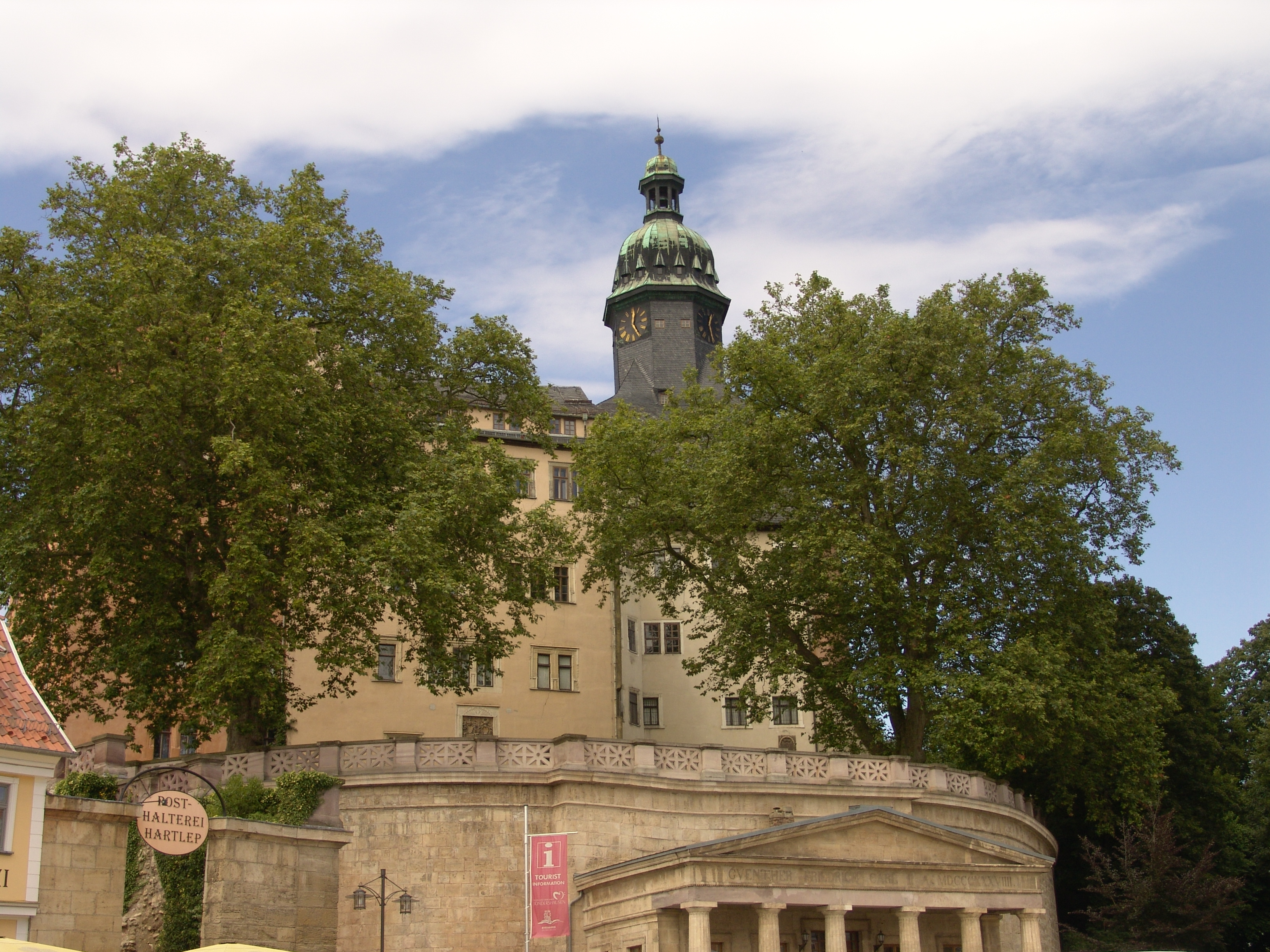
Замок Зондерсгаузен

У 1945 році більшість домашнього майна Шварцбургів було передано у державну власність. Княгині дозволили залишатися у замку Зондерсгаузена до її смерті. Анна Луїза, поряд із колишнім герцогом Саксен-Альтенбургу та Адельгейдою  Шаумбург-Ліппською, стала громадянкою Східної Німеччини. Червона Армія у 1946 році компенсувала княгині крадіжку меблів і картин у розмірі 5000 ринггітів. Уряд землі Тюрингія неодноноразово відміняв їй пенсію в 1945 році. Неоднократні петиції призвели до того, що у 1948/49 році невелика пенсія таки була їй призначена.
Майже не маючи коштів, продовжувала підтримувати біженців і жертв бомбардувань, розквартованих у замку та в місті. У травні 1947 року отримала подячний лист від Народної солідарності Тюрингії за її прихильність даній справі. Разом з тим, була вимушена підтримувати своє існування, продаючи предмети інтер'єру замка.
Померла 7 листопада 1951 року у Зондерсгаузені. Її смерть трималася штазі в секреті, проте вулиці були сповнені городян, які прагли віддати останній обов'язок, а церква була зайнята до останньої лави. Поховали княгиню у крипті церкви Святого Андреаса у Рудольштадті.
Після своєї смерті Анна Луїза залишила майже повну серію щоденників, що охоплюють шістдесят років її життя.